# APF France handicap
Pour les articles homonymes, voir APF.
APF France handicap, anciennement Association des Paralysés de France, est créée en 1933 par quatre jeunes atteints de poliomyélite : André Trannoy, Jacques Dubuisson, Jeanne Henry et Clothilde Lamborot. Reconnue d'utilité publique, APF France handicap est un mouvement national de défense et de représentation des personnes en situation de handicap et de leurs proches. L'association rassemble près de 100 000 acteurs, plus de 22 000 adhérents, 30 000 bénévoles et 15 000 salariés.
Pascale Ribes est Présidente de l'association depuis le 12 décembre 2020.

## Organisation
L'association milite au niveau national et dans tous les départements pour permettre aux personnes en situation de handicap d'accéder à une égalité de droits et à l'exercice de leur citoyenneté.

## Actions
APF France handicap gère des services et des établissements médico-sociaux ainsi que des entreprises adaptées. Trente mille personnes en situation de handicap et leurs familles bénéficient de ces services et de ces lieux d'accueil qui les accompagnent dans le choix de leur mode de vie : la scolarisation, la formation professionnelle et l'accès à l'emploi, le maintien de la vie à domicile ou l'accueil dans une structure de vie collective, le droit aux soins de santé, l'accès à la vie.L'association suit et évalue également les politiques engagées au niveau national en matière de handicap. 
Dans l'entre-deux-tours de l'élection présidentielle de 2017 qui oppose Marine Le Pen et Emmanuel Macron, APF France handicap appelle implicitement dans une tribune avec soixante autres associations à faire barrage à la candidate FN.

## Identité visuelle

Logo de l'APF de [Quand ?] à 2004.
Logo de l'APF de 2004 à avril 2018.
Logo de l'APF France Handicap depuis avril 2018.